# Sogatella manetho
Sogatella manetho är en insektsart som beskrevs av Ronald Gordon Fennah 1963. Sogatella manetho ingår i släktet Sogatella och familjen sporrstritar. Inga underarter finns listade i Catalogue of Life.